# Roxie Roker
Roxie Albertha Roker (ur. 28 sierpnia 1929 w Miami, zm. 2 grudnia 1995 w Los Angeles) – amerykańska dziennikarka, aktorka teatralna, telewizyjna i filmowa; najbardziej znana z roli Helen Willis w serialu komediowym The Jeffersons emitowanym w CBS.

## Biografia

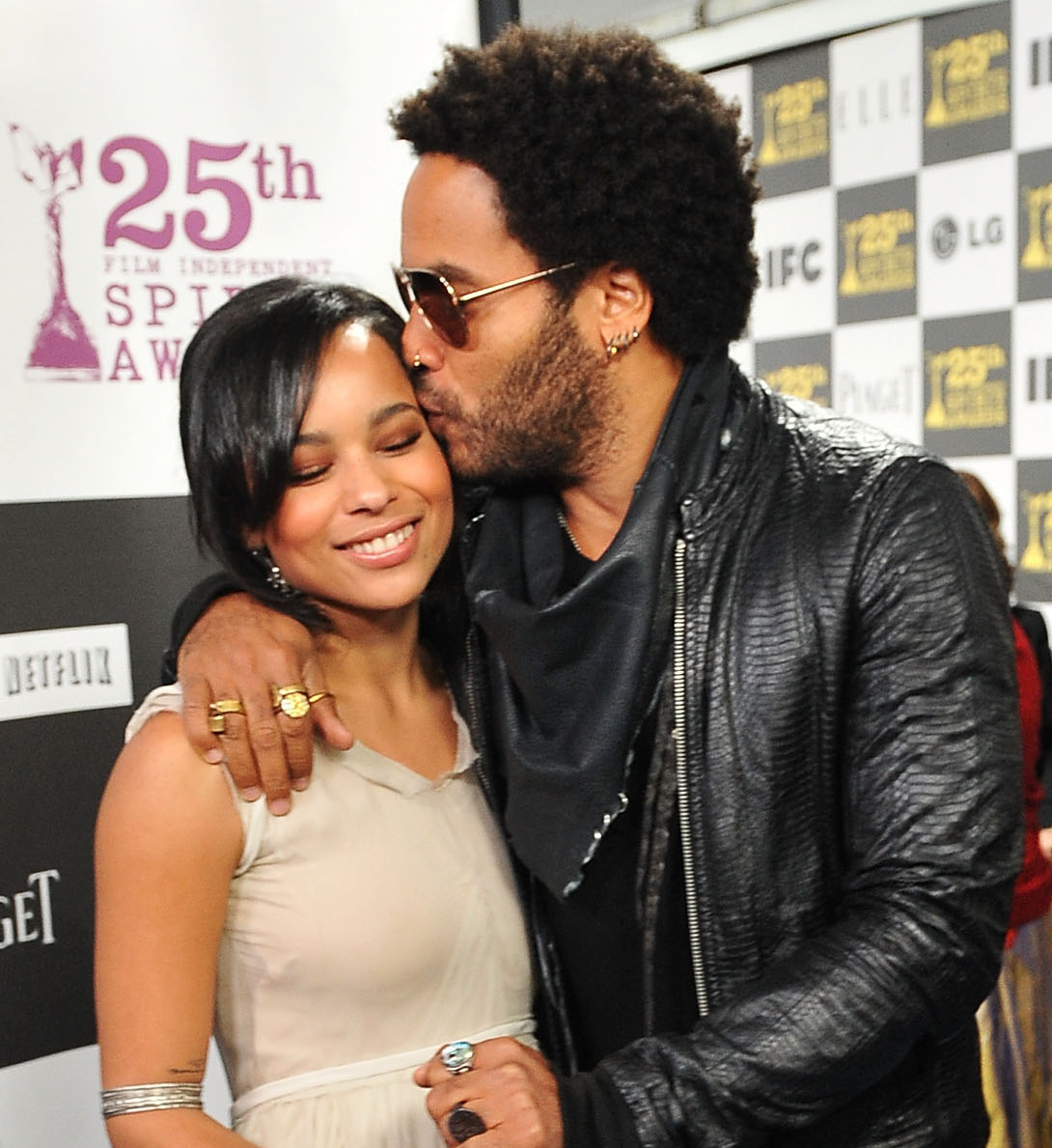
Syn Roxie Lenny i wnuczka Zoë, 2010

Roxie Albertha Roker urodziła się w 1929 r. w Miami. Jej matka, Bessie Roker, z domu  Mitchell, urodziła się w stanie Georgia, pracowała jako pomoc domowa. Ojciec, Albert Roker, był imigrantem z Bahamów, urodził się w Andros. Wychowywała się w Bedford-Stuyvesant na Brooklynie. W 1952 r. ukończyła z wyróżnieniem studia teatralne na Uniwersytecie Howarda, gdzie była członkinią stowarzyszenia Alpha Kappa Alpha i uniwersyteckiej grupy teatralnej Howard Players. Następnie rozpoczęła studia w  Shakespeare Institute w Stratford-on-Avon.
Po powrocie do USA mieszkała w Nowym Jorku. W latach 60. pracowała w biurze National Broadcasting Company (NBC) na Manhattanie i występowała w przedstawieniach w Off-Broadway, w tym w sztuce Jeana Geneta The Blacks (oryg. Les Nègres). W latach 1967–68 była reporterką WNEW-TV w Nowym Jorku i prowadziła program Inside Bed-Stuy relacjonujący wydarzenia w dzielnicy Brooklyn. Był to pierwszym nowojorski programem telewizyjny wyprodukowany i prezentowany przez Afroamerykanów.
Po odejściu z NBC skupiła się na aktorstwie Współpracowała z grupą teatralną Negro Ensemble Company Roker, zagrała m.in. w sztukach Ododo i Rosalee Pritchett. W teatrach off-Broadwayu zagrała m.in. Behold! Commeth the Vanderkellans (1971) i Jamimma (1972). 5 grudnia 1972 r. w St. Mark’s Theater odbyła się premiera sztuki Josepha A. Walkera The River Niger, w której Roxie grała rolę Mattie Williams. W marcu 1973 r. sztukę przeniesiono na Broadway i wystawiono 182 razy w ciągu dziewięciu miesięcy. W 1973 r. zdobyła Obie Award z najlepszą kobiecą kreację i była nominowana do nagrody Tony w 1974 r.
W 1975 r. przeniosła się do Los Angeles, gdzie Norman Lear, zaproponował jej rolę w serialu telewizyjnym The Jeffersons emitowanym w CBS. Rola Helen Willis i jej białego męża Toma Willisa (Franklin Cover) przełamywała bariery społeczne – byli pierwszym międzyrasowym małżeństwem występującym w telewizji w godzinach największej oglądalności. W serialu grała 10 lat, do zakończenia produkcji w 1985 r.
Roxie Roker od lat 70. do 90. wystąpiła w wielu programach telewizyjnych, serialach telewizyjnych i filmach fabularnych m.in. w Stone in the River, Hangin' with Mr. Cooper, Punky Brewster, A Different World,  The Love Boat, Murder She Wrote, Beat the Clock, Cagney and Lacey, Roots i filmie Claudine. Wzięła też udział w trasie z produkcją teatralną Legends, w której wystąpili także Carol Channing i Mary Martin. W późniejszych latach poświęciła się pracy społecznej jako działaczka na rzecz praw dzieci. Była członkiem Inter – Agency Council on Child Abuse and Neglect (ICAN). Za swoją pracę dwukrotnie została uhonorowana przez radę miasta Los Angeles.

## Życie prywatne
W 1962 r. Roker poślubiła Seymoura „Sy” Kravitza, producenta telewizyjnego NBC. W 1964 r. urodził się syn pary Leonard „Lenny” Kravitz, który otrzymał imię po bracie ojca Leonardzie M. Kravitzu zabitym w wojnie koreańskiej. Roxie była babką Zoë Kravitz, kuzynką dziennikarza Ala Rokera. Zmarła na raka piersi w Los Angeles 5 stycznia 1995 r. w wieku 66 lat. Jej syn, Lenny, skrócił tournée, aby wziąć udział w pogrzebie matki.

## Twórczość

### Teatr
- Ododo, 1970–71
- Rosalee Pritchard, 1970–71
- Behold! Commeth the Vanderkellans, 1971
- Jamimma, 1972
- The River Niger, 1972–73
- Legends, 1986
- Best of the Jeffersons, 1993

### Filmografia
- Change at 125th Street, 1974
- Claudine, 1974
- The Jeffersons, 1975-85
- Korzenie, 1977
- Billy: Portrait of a Street Kid, 1977
- $weepstake$, 1979
- The Bermuda Triangle, 1979
- Fantasy Island, 1982
- Making of a Male Model, 1983
- ABC Afterschool Specials, 1983–1987, 2 epizody
- Amazon Women on the Moon, 1987
- Punky Brewster, 1988
- Penny Ante: The Motion Picture, 1990
- Inny świat, 1991
- Statistically Speaking, 1995